# Alyxiaphagus
Alyxiaphagus is een geslacht van vliesvleugeligen uit de familie Pteromalidae. De wetenschappelijke naam van dit geslacht is voor het eerst geldig gepubliceerd in 1962 door Riek.

## Soorten
Het geslacht Alyxiaphagus is monotypisch en omvat slechts de volgende soort:
- Alyxiaphagus picturatus Riek, 1962